# Футорянский, Леонид Иосифович
Леони́д Ио́сифович Футоря́нский (6 мая 1928 — 23 июля 2019) — советский и российский историк и краевед, специалист по истории казачества. Доктор исторических наук, профессор.

## Биография
Родился в Киеве, в семье военнослужащего 6 мая 1928 г.
Выпускник историко-филологического факультета Оренбургского педагогического института — 1952 г..
В 1964 году защитил кандидатскую диссертацию по проблемам гражданской войны на Южном Урале, в 1974 году — докторскую диссертацию по истории казачества в России, первую в России диссертацию по истории казачества.
Доктор исторических наук (1975), профессор (1977), свыше 40 лет проработал на историческом факультете Оренбургского государственного педагогического университета (Оренбургский государственный педагогический институт им. В. П. Чкалова) — заведующий кафедрой истории России, декан историко-филологического факультета, проректор по научной работе, председатель Диссертационного совета, руководитель аспирантуры по специальности «Отечественная история».
В 1998 году Институт биографических исследований США присвоил Л. И. Футорянскому почётное звание «Человек года».
С 1999 — в Оренбургском государственном университете, руководитель научно-исследовательского института истории Южного Урала и казачества России, профессор кафедр отечественной истории, а также истории России. Председатель диссертационного совета ОГУ по отечественной истории.
Возглавлял Совет краеведческих обществ Оренбургской области.
За годы работы в высшей школе им подготовлено 26 кандидатов наук, 5 докторов наук.
Заслуженный деятель науки РФ (1993), действительный академик Академии военно-исторических наук (2000).
За многолетний добросовестный труд награждён медалями и почётными знаками:
- медаль «За доблестный труд в Великой Отечественной войне 1941—1945 гг.»;
- юбилейная медаль «50 лет Победы в Великой Отечественной войне 1941—1945 гг.»;
- юбилейная медаль «60 лет Победы в Великой Отечественной войне 1941—1945 гг.»;
- медаль ВДНХ СССР.

Удостоен звания «Отличник народного просвещения РСФСР», «Отличник просвещения СССР».
Награждён почётными грамотами администрации Оренбургской области, города Оренбурга, Оренбургского войскового казачьего общества и Кубанского казачьего войска.
Скончался Л. И. Футорянский 23 июля 2019 года.

## Сфера научных интересов
- история России XX века
- гражданская война в России
- казачество, расказачивание